# Arthur Lanci
Arthur Diego Mariano Lanci (Paranavaí, 13 februari 1996) is een Braziliaanse beachvolleybalspeler. Hij won twee wereldtitels bij de junioren en nam een keer deel aan de Olympische Spelen.

## Carrière
Lanci won in 2014 met George Wanderley in Porto de wereldtitel bij de junioren onder 19. Datzelfde jaar behaalde het duo een vijfde plaats bij de Olympische Jeugdspelen in Nanjing. Twee jaar later werden ze in Luzern wereldkampioen onder de 21. Van 2015 tot en met 2017 was Lanci met Eduardo Davi vooral actief in het Braziliaanse en Zuid-Amerikaanse beachvolleybalcircuit. Het eerste jaar maakten ze bij het Open-toernooi van Rio de Janeiro bovendien hun debuut in de FIVB World Tour. In 2018 deed Lanci met Hevaldo Moreira en Márcio Gaudi mee aan zeven, veelal kleinere toernooien in de World Tour. Het jaar daarop behaalde hij met Adrielson dos Santos een zilveren medaille bij het toernooi van Miguel Pereira. In 2021 en 2022 speelde Lanci met Pedro Solberg. Het eerste seizoen kwamen ze bij drie toernooien tot een negende plaats in Itapema. Het seizoen daarop namen ze deel aan vijf toernooien in de Beach Pro Tour – de opvolger van de World Tour. Ze wonnen een zilveren medaille bij het Elite16-toernooi van Uberlândia en een bronzen medaille bij het eerste Challenge-toernooi van Dubai. Bij de Zuid-Amerikaanse Spelen in Asunción verloren ze in de kwartfinale van de latere kampioenen Esteban en Marco Grimalt.
Sinds 2023 vormt Lanci een team met Evandro Gonçalves. Het eerste jaar namen ze deel aan twaalf toernooien in de internationale competitie. Ze behaalden daarbij een overwinning (Saquarema), een derde plaats (Espinho) en drie vierde plaatsen (La Paz, Jûrmala en Montreal). Bij de wereldkampioenschappen in Tlaxcala verloren ze in de achtste finale van hun landgenoten Pedro Solberg en Guto Carvalhaes. Het daaropvolgende seizoen kwamen ze bij tien toernooien in de Beach Pro Tour tot twee overwinningen (Recife en Brasilia), een derde plaats (Guadalajara) en drie vijfde plaatsen (Ostrava, Gstaad en de seizoensfinale in Doha). Lanci en Evandro plaatsten zich op basis van de olympische ranglijst voor de Olympische Spelen in Parijs. Daar bereikten ze de kwartfinale, waar ze werden uitgeschakeld door de latere olympisch kampioenen David Åhman en Jonatan Hellvig. In 2025 won het duo een zilveren medaille bij het Elite16-toernooi van Brasilia.

## Palmares
Kampioenschappen
- 2014:  WK U19
- 2016:  WK U21
- 2023: 9e WK
- 2024: 5e OS

FIVB World Tour
- 2019:  1* Miguel Pereira

Beach Pro Tour
- 2022:  Dubai Challenge
- 2022:  Elite16 Uberlândia
- 2023:  Saquarema Challenge
- 2023:  Espinho Challenge
- 2024:  Recife Challenge
- 2024:  Guadalajara Challenge
- 2024:  Elite16 Brasilia
- 2025:  Elite16 Brasilia